# Papa Vigilio
Vigilio (Roma, 500 circa – Siracusa, 7 giugno 555) è stato il 59º vescovo di Roma e papa della Chiesa cattolica. Fu papa dal 29 marzo 537 fino alla sua morte, e il suo pontificato inaugurò il periodo di dominazione degli imperatori di Costantinopoli sui pontefici romani, noto come papato bizantino.

## Biografia
Vigilio apparteneva a una distinta famiglia romana. Secondo il Liber pontificalis, suo padre Giovanni veniva chiamato consul, avendo ricevuto tale titolo dall'imperatore, mentre il fratello Reparato era senatore; suo nipote era il diacono Rustico.
Nel 531 Vigilio divenne, per nomina di papa Bonifacio II, uno dei sette diaconi di Roma.
Nel 499 papa Simmaco aveva stabilito la regola secondo la quale il pontefice avrebbe potuto scegliere il proprio successore, e Bonifacio II, nel 531, nominò a succedergli Vigilio, presentandolo al clero riunito in San Pietro. Tuttavia l'opposizione a tale procedura (della quale si era avvalso lo stesso Bonifacio, designato da papa Felice IV) era molto forte e Bonifacio fu costretto a ritirare la nomina di Vigilio. Come suo successore fu eletto papa Giovanni II. Il pontefice successivo, papa Agapito I, nominò Vigilio apocrisario a Costantinopoli, e il diacono si trasferì nella capitale d'oriente. Qui l'imperatrice Teodora cercò di convertirlo alle idee monofisite, per vendicare la deposizione del Patriarca di Costantinopoli, Antimo I disposta da Agapito e per ottenere aiuto nei suoi sforzi in appoggio ai monofisiti. Vigilio fu coinvolto nei piani dell'imperatrice, che gli aveva promesso la Sede Papale e settecento libbre d'oro se avesse annullato il concilio di Calcedonia, che aveva condannato il monofisismo, tuttavia alcuni storici ritengono che questa sia una illazione priva di fondamento.

### L'elezione papale
Nel frattempo, morto Agapito, grazie all'influenza del re dei goti, era stato nominato papa Silverio (536-537), e non molto tempo dopo il generale bizantino Belisario, in guerra contro i goti, si pose alla difesa di Roma. L'assedio che il re goto Vitige pose alla città suggerì a Teodora il momento propizio per mettere in atto i suoi piani, del cui contenuto Vigilio, rientrato in Italia, aveva già messo al corrente Belisario. Tramite una lettera contraffatta il papa venne accusato di essersi accordato con Vitige. Si affermava che Silverio avrebbe offerto al re di lasciare segretamente aperta una delle porte della città in modo da consentire l'ingresso dei goti e liberare Roma dai bizantini. Convocato l'11 marzo 537 da Belisario per discolparsi, il papa non riuscì a confutare le accuse, quindi fu arrestato, spogliato del suo abito episcopale, vestito con una tonaca da monaco e spedito in esilio a Patara, in Licia. Un suddiacono annunciò al popolo che Silverio non era più papa. Il 29 dello stesso mese, su imposizione di Belisario, Vigilio fu consacrato vescovo di Roma al suo posto.
Liberato successivamente Silverio dall'esilio per intercessione di Giustiniano, venne posto sotto la custodia di Vigilio, che lo relegò nell'isola di Palmarola (mar Tirreno). Ma la sua elezione non poteva ancora considerarsi perfezionata e l'11 novembre 537 Silverio fu indotto a firmare un atto di volontaria abdicazione. Solo allora l'intero clero romano fu costretto ad accettare l'elezione di Vigilio, benché ottenuta con la violenza e con la simonia. Nell'isola in cui era stato deportato, ben presto Silverio morì, forse assassinato, o forse per stenti. Il Liber pontificalis afferma che papa Silverio fu nutrito “del pane della tribolazione e dell'acqua dell'angoscia” fino alla morte, avvenuta il successivo 2 dicembre.
Molto, in queste accuse contro Vigilio, sembra esagerato, ma sicuramente la modalità della sua elevazione alla Sede di Roma fu viziata da irregolarità e soprusi.

### La questione monofisita e lo scisma tricapitolino

Papa Vigilio in un'incisione del 1678

Ben presto l'imperatrice Teodora si rese conto di essere stata ingannata: dopo che Vigilio aveva soddisfatto la sua ambizione, mantenne la stessa posizione del suo predecessore nei confronti del monofisismo e del deposto Antimo. Esiste una presunta lettera del papa indirizzata ai deposti patriarchi monofisiti Antimo, Severo e Teodosio, in cui il pontefice si dichiarava d'accordo con la loro dottrina, ma la maggior parte degli studiosi la considera contraffatta. Di fatto Vigilio non reinsediò Antimo nel suo ufficio. Fu, però, solo nel 540 che Vigilio prese una posizione ferma sul monofisismo. Inviò due lettere a Costantinopoli: una indirizzata all'imperatore Giustiniano I, l'altra al Patriarca Menna. In entrambe le lettere il papa ribadiva i concetti espressi dal Concilio di Efeso e dal Concilio di Calcedonia e confermava le decisioni del suo predecessore, papa Leone I, approvando in pieno la deposizione del patriarca Antimo. Teodora non poteva accettare il tradimento di Vigilio, e preparò la sua vendetta.
Nel 543 l'imperatore Giustiniano emanò un decreto che condannava le idee della scuola che si rifaceva al pensiero di Origene. Il decreto fu firmato sia dai patriarchi orientali che da Vigilio. Ma al fine di distogliere il pensiero di Giustiniano dall'origenismo, Teodoro Askida, vescovo di Cesarea in Cappadocia, richiamò la sua attenzione sul fatto che la condanna di alcuni rappresentanti della Chiesa di Antiochia, ambiente nel quale si era sviluppato il nestorianesimo, avrebbe reso la comunione con i monofisiti molto più facile. L'imperatore, che teneva molto al rientro dei monofisiti, fu d'accordo (forse convinto anche da Teodora), e nel 543 emanò un editto di condanna dei Tre Capitoli, cioè gli scritti di Teodoro, vescovo di Mopsuestia, di Teodoreto, vescovo di Cirro e di Iba, vescovo di Edessa.
La condanna dei Tre Capitoli fu sottoscritta da tutti i patriarchi ed i vescovi orientali, ma il patriarca di Costantinopoli Menna volle sottoporre la questione alla Chiesa di Roma. La Santa Sede considerò l'editto ingiustificato (si volevano condannare tre vescovi ormai defunti da oltre un secolo) e pericoloso perché si temeva che avrebbe sminuito l'importanza del Concilio di Calcedonia, che aveva riconosciuto l'ortodossia di Teodoreto e di Iba. Vigilio infatti rifiutò di riconoscere l'editto imperiale. Giustiniano non poteva accettare che Vigilio si sostituisse a lui nella legislazione ecclesiastica, e ordinò che il papa venisse prelevato e trasportato a Costantinopoli, dove avrebbe dovuto risolvere la questione con un sinodo. Secondo il Liber Pontificalis, il 22 novembre 545, mentre il papa stava celebrando la festa di Santa Cecilia nella Basilica di Santa Cecilia in Trastevere, le truppe bizantine occuparono il quartiere di Trastevere e il legato imperiale Antimo ordinò al pontefice di mettersi immediatamente in viaggio per Costantinopoli. Il papa fu subito condotto su una nave che lo aspettava sul Tevere.
Così registrò l'evento il Chronicon di Vittore vescovo di Tunnuna: 
(Chronicon, MGH.AUCTORES ANTIQUISSIMI.11.VICTORIS TONNENNENSIS EPISCOPI CHRONICA, p. 201)
I romani non avevano alcuna idea del motivo per cui il papa dovesse lasciare la città con tanta fretta e, anziché reagire, una parte della popolazione lo malediceva e gli tirava pietre. In quel periodo, infatti, Roma era assediata dai goti di Totila, e tutta la popolazione versava nella miseria più nera, pertanto i romani pensarono che quella di Vigilio fosse una fuga dalla difficile situazione cittadina. Nel tentativo di riabilitarsi il papa, durante un lungo scalo in Sicilia (che durò per quasi tutto l'anno 546), ordinò di inviare a Roma navi cariche di derrate, ma furono catturate dal nemico e non giunsero mai a destinazione. Arrivò a Costantinopoli nel gennaio del 547, accolto con tutti gli onori dalla popolazione e dall'imperatore, e inizialmente non aveva alcuna intenzione di sottoscrivere l'editto imperiale. Cercò piuttosto di persuadere l'imperatore ad inviare aiuti agli abitanti di Roma e dell'Italia, che erano così duramente oppressi dai goti. Tuttavia, l'interesse principale di Giustiniano era la questione dei Tre Capitoli.
L'isolamento a cui era costretto, che non gli consentiva di avere rapporti con la Chiesa d'occidente, il domicilio coatto e le insistenze dei vescovi orientali, produssero l'effetto che Giustiniano e Teodora avevano sperato: Vigilio acconsentì alla condanna dei Tre Capitoli. Il giorno di Pasqua del 548 scrisse al patriarca Menna dichiarando di acconsentire alla condanna, pur rimanendo fedele ai principi del Concilio di Calcedonia: una formula di compromesso che veniva incontro alle richieste di Giustiniano e Teodora ma scatenava le ire della Chiesa d'occidente, i cui vescovi respinsero la decisione papale. I vescovi d'Africa addirittura scomunicarono il papa.
Ma poi, di nuovo, Vigilio ci ripensò. Ritirò la sua lettera di condanna e chiese all'imperatore di indire un concilio ecumenico. Giustiniano ne aveva abbastanza: rifiutò la convocazione del concilio e pubblicò una nuova condanna dei Tre Capitoli, cui aderirono i vescovi orientali, che vennero immediatamente scomunicati dal papa. Nell'agosto del 551 Vigilio, che si era rifugiato in una chiesa con il suo seguito, fu raggiunto da un distaccamento di polizia imperiale guidato dal praetor plebis. Il clero che cercava di proteggerlo venne malmenato ed il Papa fu aggredito. Vigilio si avvinghiò all’altare, mentre gli aggressori lo tiravano per la barba e per i piedi, finché l'altare gli cadde addosso; siccome sopraggiunsero molte persone, i gendarmi preferirono allontanarsi lasciando Vigilio tramortito e atterrito. Venne successivamente segregato nella sua residenza costantinopolitana, da cui nella notte del 23 dicembre fuggì rocambolescamente (calandosi da una finestra con una fune) per rifugiarsi a Calcedonia. Lì, il 2 febbraio 552, emanò un'enciclica in cui denunciava le violenze e le persecuzioni subite. Giustiniano, a questo punto, tentò una riappacificazione e promise garanzie.
Vigilio rientrò a Costantinopoli, dove chiese nuovamente un concilio da tenere in Italia. L'imperatore lo voleva a Costantinopoli, e il papa si rifiutò di partecipare, sapendo che si sarebbe trattato di un'assemblea a maggioranza di vescovi orientali manovrata dall'imperatore. Il 5 maggio 553 il concilio si riunì sotto la presidenza del patriarca Eutichio di Costantinopoli, succeduto a Menna; fu una nuova condanna dei “Tre Capitoli”. Vigilio dichiarò a Giustiniano di ritenere nulle le decisioni del concilio. L'imperatore rifiutò lo scritto e ordinò di cancellare il nome di Vigilio dai Dittici di tutte le chiese (una sorta di damnatio memoriae); fece inoltre arrestare i diaconi del seguito del papa, lasciandolo completamente isolato. E Vigilio, debole, malato e preoccupato di una deposizione, nuovamente ritrattò la sua posizione, approvando i canoni conciliari con una lettera dell'8 dicembre 553 al patriarca Eutichio, e riaffermando poi in dettaglio la sua decisione con la Costituzione apostolica del 26 febbraio 554. Così, alla fine di un doloroso soggiorno durato otto anni, dopo essersi accordato con l'imperatore, al papa fu concesso di tornare a Roma. Ma tale approvazione avrebbe causato un profondo dissenso in alcune Chiese dell'Italia settentrionale (che si resero scismatiche: Milano, per alcuni anni, Aquileia, per ben un secolo e mezzo), del Norico e della Baviera. Era la primavera del 555.
Tuttavia Vigilio non rivide più Roma, Durante il viaggio di ritorno morì a Siracusa il 7 giugno 555. I suoi resti furono portati a Roma e sepolti nella basilica di San Silvestro sulle Catacombe di Priscilla, sulla Via Salaria. Nessuna iscrizione lo ricorda.

### Attivismo di Vigilio
Nei primi anni del suo pontificato, il papa scrisse molte lettere, tuttora esistenti, per dare indirizzi ecclesiastici alle varie chiese. Il 6 marzo 538 scrisse al vescovo Cesario di Arles indicando la penitenza che avrebbe dovuto scontare il re d'Austrasia Teodeberto I per aver contratto matrimonio con la vedova del fratello. Il 29 giugno 538 inviò un decreto al vescovo di Braga, Profuturo, che conteneva le decisioni su vari problemi inerenti alla disciplina ecclesiastica. Ausanio ed il suo successore, Aureliano di Arles, contattarono il papa per la concessione del pallio quale segno di dignità e di potere del legato pontificio per la Gallia, richiesta alla quale Vigilio acconsentì.
Il Papa è presente come personaggio anche nel poema epico L'Italia liberata dai Goti di Trissino, dove viene raccontata la vicenda della sua salita al soglio dopo la deposizione di papa Silverio.